# Lena Frier
Lena Frier Kristiansen (født 12. marts 1983 i Randers) er en tidligere dansk badmintonspiller. 
Frier er opvokset i Randers og flyttede til Brøndby i 2003.
Hun vandt i 2008 Europamesterskabet i damedouble sammen med Kamilla Rytter Juhl og for mix-hold 2006 og 2008 samt guldvinder med det kvindelige landshold ved EM 2004, 2008 og 2010.
Hun deltog desuden ved Sommer-OL 2008 i Beijing. Hun stoppede karrieren 2010 efter syv år på landsholdet.